# 腹肉ツヤ子
腹肉 ツヤ子（はらにく ツヤこ）は、日本の漫画家。17歳の時に講談社の少女漫画誌「なかよし」でデビュー。
夫は、よるのひるね店主。

## 主な作品
- どうしても捨てられない!!あなたのための捨てずに快適収納術
- どうしても片づけられない!! あなたのためのお片づけ成功読本
- どうしても貯められないあなたのための今年こそ１００万円貯める貯金生活
- マグロ船で学んだ人生哲学　ボクの生き方と変えた漁師たちとの一問一答集」（漫画のみ）

## 出演
- ウラン君とツヤ子先生のおしゃれキャッツ（JCN系列）
- 岡田斗司夫のプチクリ学園（MONDO21）※第５回